# El clavecí ben temprat
El clavecí ben temprat (en alemany: Das wohltemperierte Klavier) és el nom de dos cicles de preludis i fugues compostos el 1722 i 1740 per Johann Sebastian Bach en totes les tonalitats majors i menors de la gamma cromàtica per a instrument de teclat. Els dos llibres actualment són coneguts com El clavecí ben temprat i són anomenats Llibre I i Llibre II, respectivament. El clavecí ben temprat és considerat una de les composicions més influents a la història de la música clàssica.

## L'obra
El primer (BWV 846 i BWV 869) fou escrit l'any 1722. El segon (BWV 870 i BWV 893) fou compost l'any 1740, amb el mateix esquema: cada llibre comprenia 24 grups constituïts per un preludi i una fuga en el mateix to. Comença per la tonalitat de do major, després la de do menor, a la que segueix do# major i així successivament fins a completar tota la gamma cromàtica de major a menor acabant per si menor.
Bach va reciclar alguns preludis i fugues ja compostos: la col·lecció Klavierbüchlein für Wilhelm Friedemann Bach, per exemple, conté versions d'onze dels preludis. Els preludi i fuga en Do# Major del Llibre I estaven originàriament en do major -Bach va afegir-hi l'armadura de set sostinguts i ajustà alguns accidents per convertir-los a la tonalitat desitjada. La llarga influència en el temps de la música de Bach és evident en el fet que la fuga de la Fantasia i Fuga en do major K 394 de Mozart és isomorfa a la fuga en la major del Llibre I del Clavecí ben temprat. Aquest patró també es troba en la fuga en do major del Llibre II. Un tema similar és el tercer moviment en el Concert per dos Clavecins, BWV 1061.
Encara que El clavecí ben temprat va ser la primera col·lecció d'obres per a les 24 tonalitats, ja havien aparegut idees similars amb anterioritat: Ariadne musica neo-organoedum de l'organista J.C.F. Fischer. Publicat l'any 1702 i reeditat l'any 1715, és un conjunt de 20 preludis i fugues en 10 tonalitats major i 9 tonalitats menors i en mode frigi, i 5 ricecares corals. Bach mateix va agafar el tema de la fuga en mi major de Fischer per a la seva fuga en mi major del Llibre II. Bach també va poder conèixer la Fantasia del Labyrinthus Musicus escrita l'any 1722 per Friedrich Suppig, que és una llarga composició que va passant per les 24 tonalitats i va ser escrita per a un teclat enharmònic amb 31 notes per octava i terceres majors pures.
El títol de Bach suggereix que ho va escriure per a un sistema d'afinació que permet tocar en totes les tonalitats, conegut com a temprament irregular o "temprament circular". Un sistema d'afinació anterior a Bach era el temprament mesotònic on tonalitats amb alguns accidents són impracticables. S'ha suggerit que Bach es referia a l'Escala temprada, l'estàndard d'afinació dels moderns instruments de teclat que va començar a ser popular després de la mort de Bach, però estudiosos moderns han suggerit una forma de bon temprament. Hi ha un debat obert sobre si Bach es referia a un rang de tempraments similars, potser inclús alterats a la pràctica entre peça i peça, o un d'especial i únic per tots els propòsits.

## Estil musical i contingut

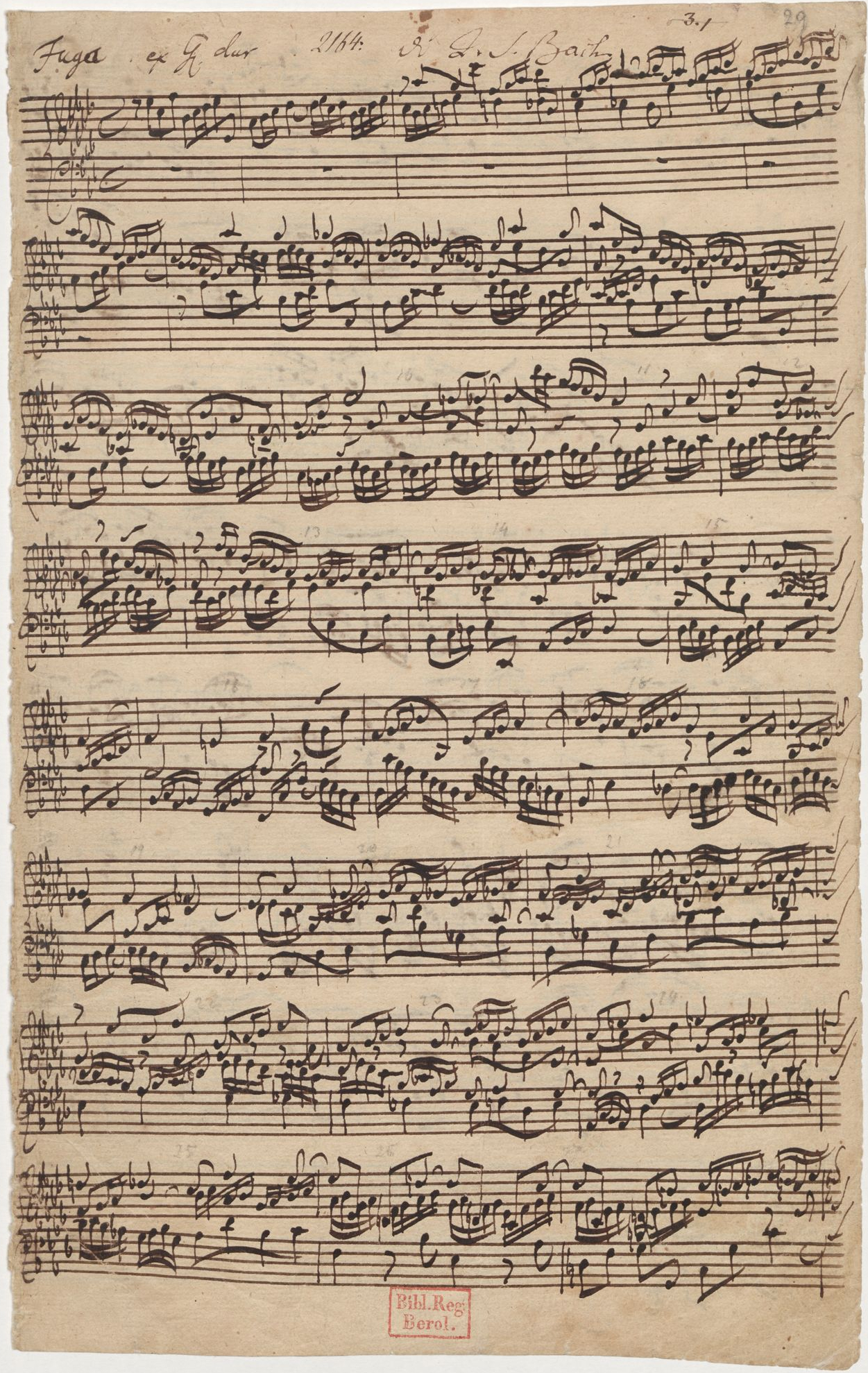
Fuga en La bemoll major (partitura manuscrita de Johann Sebastian Bach

Musicalment, les estructures regulars del Clavecí ben temprat amaguen un extraordinari rang d'estils. Els preludis són formalment lliures, encara que molts exhibeixen les formes melòdiques del Barroc, sovint acoblades a una llarga coda lliure (per exemple els preludis en do menor, re major i Si bemoll Major del Llibre I).
Cada fuga és marcada amb el nombre de veus, des de 2 fins a 5. la majoria són fugues a 3 o 4 veus. A les fugues usa tot un conjunt de tècniques del contrapunt (exposició, inversió temàtica, stretto, etc.), però són més compactes que les seves fugues per a orgue.
La peça més coneguda dels dos llibres és el primer preludi del Llibre I, una simple progressió d'acords arpegiats. La simplicitat tècnica d'aquest preludi en do major l'ha fet una de les peces més estudiades pels estudiants de piano. Aquest preludi també va servir com a base de l'Ave Maria de Charles Gounod.

## Influència
Encara que El clavecí ben temprat no va ser la primera obra pantonal (usant totes les tonalitats), va ser de llarg la més influent. Beethoven va estar molt influenciat per aquest obra, ja que part de la seva fama i reputació va sorgir de tocar aquesta peça en concerts quan era jove. La possibilitat de modular cap a regions harmòniques remotes i així crear efectes estètics i psicològics inusuals, que es van desenvolupar completament en la música romàntica i postromàntica, acabaren amb la dissolució del sistema tonal mateix amb els treballs de Schönberg i altres compositors atonals de principis del segle xx.
A més de l'ús de totes les tonalitats, El clavecí ben temprat és inusual pel gran nombre de tècniques i modes d'expressió usats per Bach en les fugues. Molts compositors posteriors les han estudiades per tal de millorar les fugues pròpies: Verdi va trobar-les útils per al seu últim treball, Falstaff.

## Audició
| Títol                                           | Audició | Intèrpret |
| Llibre 1. Preludi i fuga núm. 20 en la menor    |         | |
| Llibre 1. Preludi núm. 1 en do major (BWV 846)  |         | Interpretat en un clave flamenc per Martha Goldstein                                                                         |
| Ave Maria de Gounod                             |         | Ave Maria de Gounod, basat en el Preludi núm. 1 del 1r llibre; arranjament per a piano i cel·lo. Interpretat per John Michel |
| Llibre 1. Fuga en do major                      |         | Martha Goldstein (clave flamenc)                                                                                             |
| Llibre 1. Preludi en do menor                   |         | Martha Goldstein (clave flamenc)                                                                                             |
| Llibre 1. Fuga en do menor                      |         | Martha Goldstein (clave flamenc)                                                                                             |
| Llibre 1 - Preludi en Do sostingut menor        |         | Martha Goldstein (piano) |
| Llibre 1. Fuga en Do sostingut menor            |         | Martha Goldstein (piano) |
| Llibre 1. Preludi en re major                   |         | Martha Goldstein (clave flamenc)                                                                                             |
| Llibre 1. Fuga en re major                      |         | Martha Goldstein (clave flamenc)                                                                                             |
| Llibre 1. Preludi núm. 6 en re menor (BWV 851)  |         | Martha Goldstein (clave flamenc)                                                                                             |
| Llibre 1. Fuga en re menor                      |         | Martha Goldstein (clave flamenc)                                                                                             |
| Llibre 1. Preludi en Mi bemoll menor            |         | Carlos Gardels (piano). Cortesia de Musopen                                                                                  |
| Llibre 1. Preludi i fuga en Fa sostingut major  |         | Raymond Smullyan (piano) |
| Llibre 1. Preludi i fuga en sol major           |         | Interpretat al piano per Kristian Cvetković                                                                                  |
| Llibre 1. Preludi i fuga en sol sostingut menor |         | Raymond Smullyan (piano) |
| Llibre 1. Preludi i fuga en la menor            |         | Interpretat al piano per Samuel Cormier-Iijima                                                                               |
| Llibre 1. Preludi en Si bemoll major            |         | Martha Goldstein (clave flamenc)                                                                                             |
| Llibre 1. Fuga en Si bemoll major               |         | Martha Goldstein (clave flamenc)                                                                                             |
| Llibre 1. Preludi i fuga en Si bemoll menor     |         | Raymond Smullyan (piano) |
| Llibre 1. Preludi i fuga en si major            |         | Raymond Smullyan (piano) |
| Llibre 2. Preludi i fuga en Do sostingut major  |         | Raymond Smullyan (piano) |
| Llibre 2. Preludi i fuga en mi major            |         | Randolph Hokanson (piano) |
| ----------------------------------------------- | ------- | --- |